# رهاب البرق والرعد

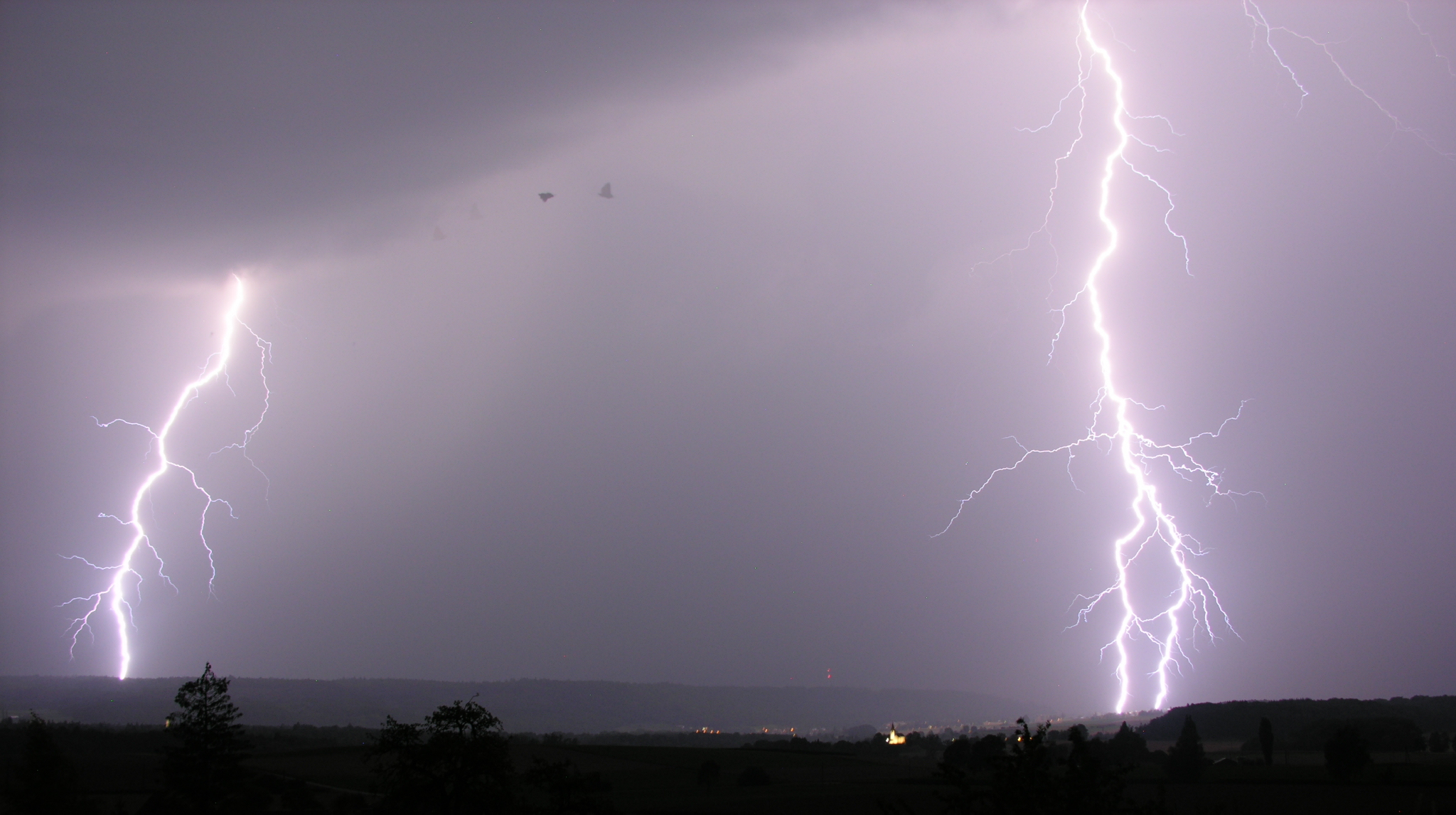
ضربات البرق أثناء عاصفة رعدية.

رهاب البرق والرعد - والمعروف أيضًا باسم رهاب البرونتوفوبيا، أو رهاب السيراونوفوبيا، أو رهاب التونيتروفوبيا، أو رهاب الأسترافوبيا، هو نوع محدد من أنواع الرهاب والخوف من البرق والرعد. يظهر هذا الخوف عند البشر وكذلك تبديه الحيوانات أيضاً. وهو خوف غير طبيعي، وغير مبرر من العواصف الرعدية المتفرقة، ومن حيث المبدأ فإن هذا النوع من الرهاب قابل للعلاج.

## الأعراض والعلامات
غالبًا ما يشعر الشخص المصاب بهذا النوع من الرهاب، بالقلق أثناء العاصفة الرعدية، حتى مع علمه بأن الخطر الذي يمكن أن يتعرض له بسبب هذه العواصف ضئيل جداً. هناك العديد من العلامات أو الأعراض المصاحبة لرهاب الرعد والبرق، والتي منها: الارتعاش، التعرق، ردود الفعل المذعورة، الشعور المفاجئ باستخدام الحمام، الغثيان، الشعور بالخوف، إدخال الأصابع في الأذنين، وسرعة ضربات القلب. وهناك البعض من ردود الأفعال الفريدة التي قد تصدر من الأشخاص المصابين بهذا النوع من الرهاب، خاصة في حالة مواجهة الشخص لهذا الموقف وهو بمفرده، حيث يتم البحث عن مكان أكثر أمنًا وطمأنينة بعيدأ عن الأصوات والومضات التي تصاحب العواصف الرعدية، وقد يكون الأختباء تحت الأسرة، أو في قبو، أو تحت الأغطية، ملاذًا آمنًا للأشخاص المصابين بهذا الرهاب.
ثمة علامات نموذجية تشير إلى أن شخصًا ما مصاب برهاب الأسترافوبيا، منها الاهتمام الشديد بتوقعات الطقس، من خلال الانتباه للعواصف الرعدية القادمة، والمتابعة المستمرة لأخبار الطقس عبر الوسائل الإعلامية المختلفة، وقد تزداد هذه الحالة من القلق والخوف، فتصل بالشخص إلى ما يسمى برهاب الخلاء، وهو الخوف من مغادرة المنزل.

## الأطفال
في عام 2007م، وجد العلماء أن رهاب الرعد والبرق هو ثالث أكثر أنواع الرهاب أنتشارًا في الولايات المتحدة، ويمكن أن يحدث هذا الرهاب للأشخاص في اي مرحلة عمرية، ويظهر لدى العديد من الأطفال، ولكن لا ينبغي تشخيص الخوف عند الأطفال الذين يشاهدون هذه الظاهرة على أنه رهاب، حيث أن الأطفال يمرون بشكل طبيعي بالعديد من المخاوف، ولا يمكن اعتبار خوفهم من الرعد والبرق رهابً متطورًا بالكامل ما لم يستمر لأكثر من ستة أشهر. وفي هذه الحالة يجب معالجة رهاب الطفل، لأنه قد يصبح مشكلة خطيرة في مرحلة البلوغ. ولتقليل خوف الأطفال أثناء العواصف الرعدية، يجب تشتيت إنتباههم من خلال الألعاب والأنشطة المختلفة.

## العلاج

العلاج الأكثر استخدامًا، وربما الأكثر فعالية في علاج رهاب الرعد والبرق، هو التعرض للعواصف الرعدية من أجل بناء المناعة الكافية ضدها، كما تشمل بعض طرق العلاج الأخري، العلاج السلوكي المعرفي، والعلاج السلوكي الجدلي، وفي الكثير من الحالات يتم توجيه المريض ونصحه أن يظل هادئًا أثناء العواصف الرعدية، وأن يمارس بعض تمارين التنفس الخاصة بذلك.

## الحيوانات ورهاب الرعد
هناك بعض الحيوانات، التي يصيبها رهاب الرعد والبرق، خاصة القطط والكلاب، فقد تظهر على الكلاب حالة من القلق الشديد أثناء العواصف الرعدية، وقد يتأثر ما بين 15 إلى 30 بالمائة منها. وتؤكد الأبحاث على أن المستويات المرتفعة من الكورتيزول- وهو هرمون مرنبط بالتوتر- تؤثر على الكلاب أثناء العواصف الرعدية وبعدها. ويمكن علاج ذلك إما من خلال العلاج السلوكي، أو من خلال العلاج بالأدوية المضادة للقلق من قبيل فيرومون تهدئة الكلاب، وهو نظير اصطناعي لهرمون تفرزه أمهات الكلاب المرضعات. كما أظهرت الدراسات أيضًا أن القطط قد تخاف من العواصف الرعدية، وعلى الرغم من أن هذا الأمر أقل شيوعًا، إلا أنه من المعروف أن القطط تختبئ تحت الطاولة أو خلف الأريكة أثناء العواصف الرعدية.
وبشكل عام إذا أصاب الحيوان حالة قلق أثناء العواصف الرعدية، أو أي حدث ممائل غير ضار، مثل الألعاب النارية، فمن الأفضل التصرف بشكل طبيعي، بدلاً من محاولة تهدئة الحيوان بأي طريقة كانت.